# Cimetière du Nord (Iéna)
Pour les articles homonymes, voir Cimetière du Nord.

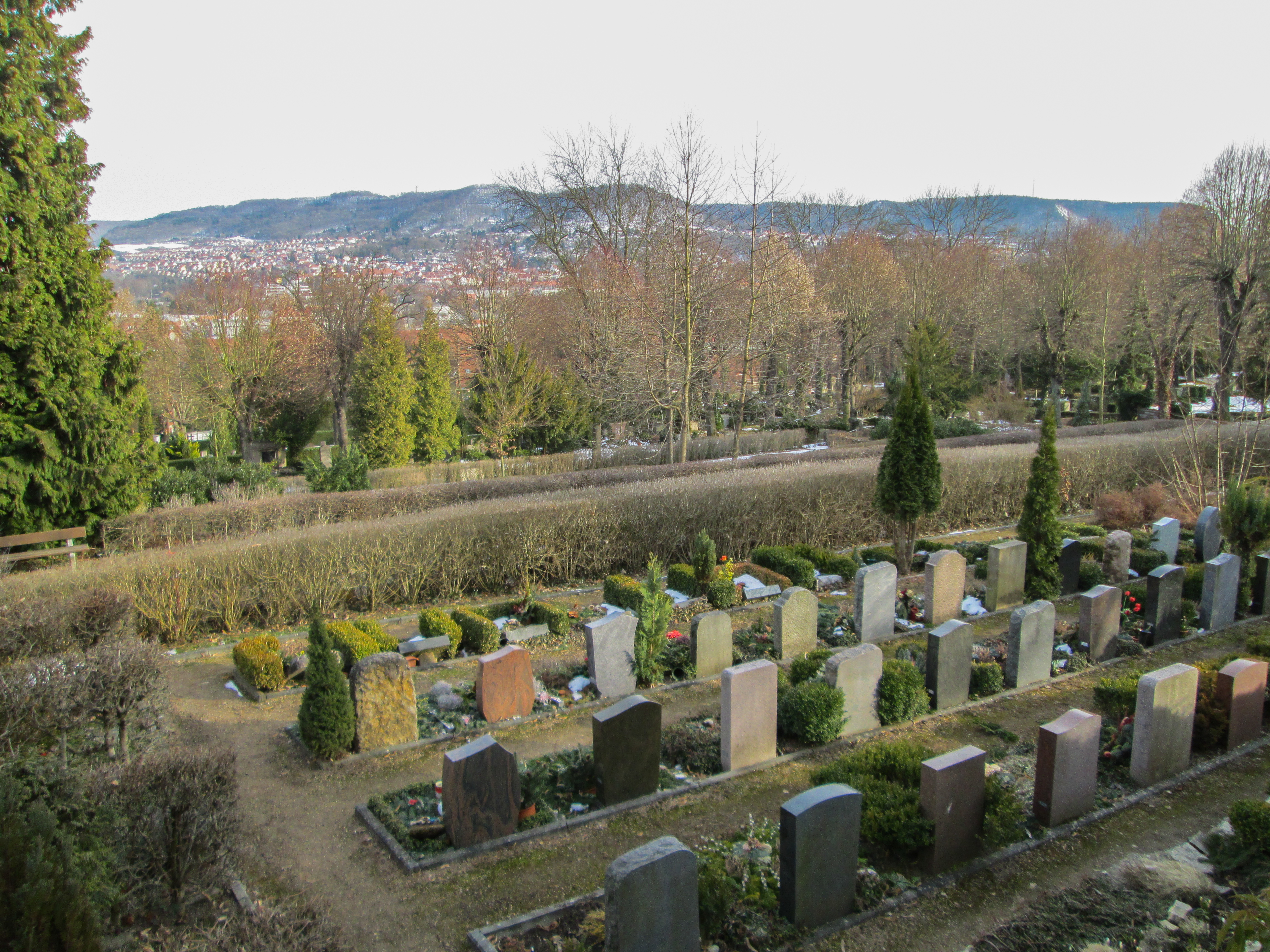
Tombes avec vue sur la ville

Le cimetière du Nord est le plus grand cimetière d'Iéna. Il couvre une superficie de 22 hectares et compte plus de 9 000 tombes.

## Lieu et histoire
Le cimetière nord est situé au nord du centre-ville et existe depuis 1884 en tant que cimetière municipal. Les grandes parties du jardin sont répertoriées aujourd'hui. Les premières funérailles ont lieu en 1889 et les premières incinérations en 1898 

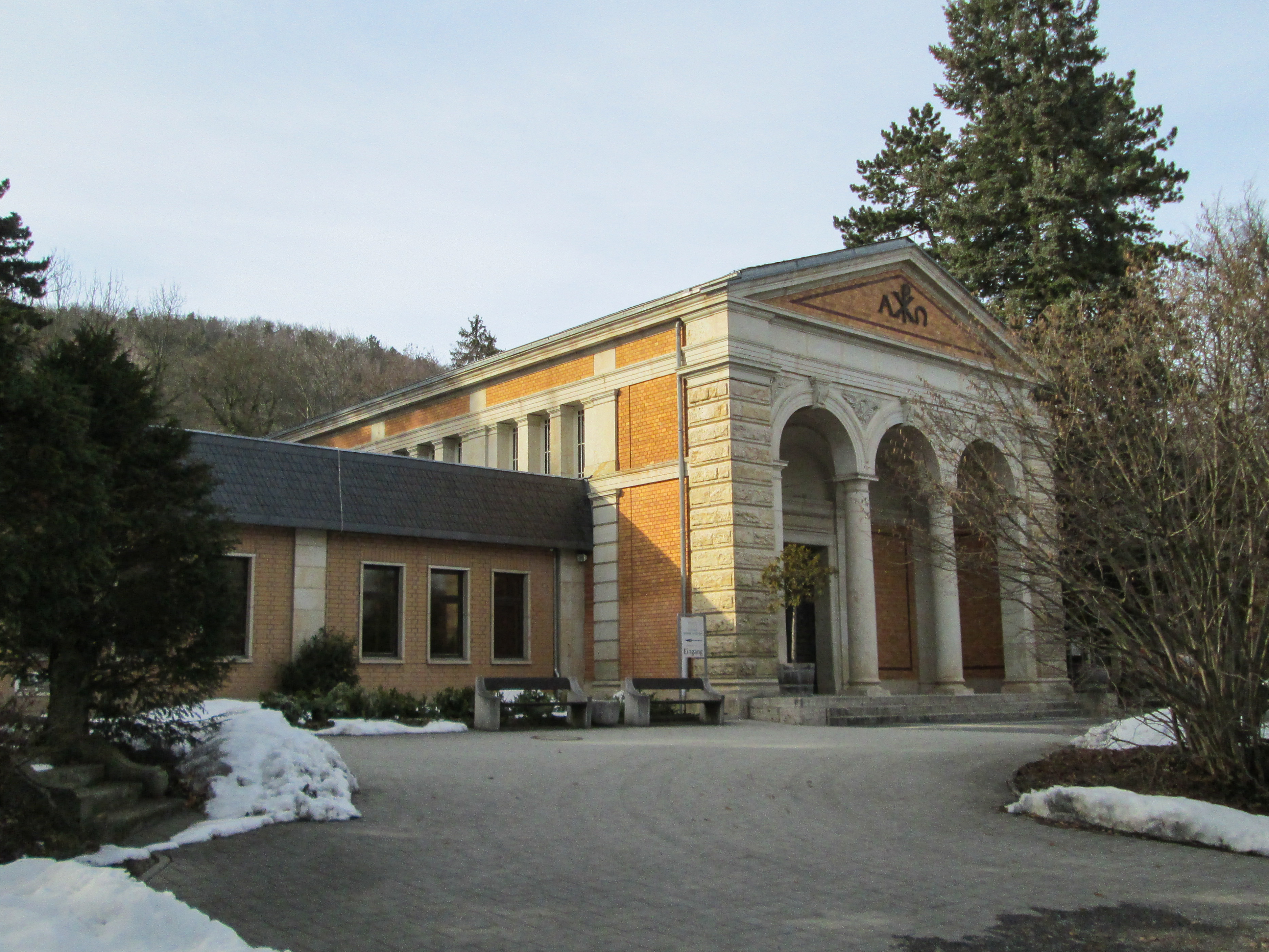
La salle de recueillement

La salle de recueillement encore utilisée est conçue en 1887 par l'architecte Karl Timler et construite avec le maître d'œuvre Theodor Hartmann. Construit dans un style néoclassique comme un bâtiment en brique avec du calcaire et des colonnes, le bâtiment est équipé d'un orgue, entre autres. En 1897, le crématorium est construit. Il n'était alors que le cinquième construit en Allemagne.
Il y a environ 9 050 tombes dans le cimetière nord (en date de 2013), dont: 
- 25 tombeaux honoraires,
- 59 tombes protégées
- 635 tombes des victimes de la guerre

## Personnalités
De nombreuses personnalités connues des XIXe et XXe siècles issues des sciences, de l'économie, de la politique, de l'art et de la culture trouvent leur dernier lieu de repos au cimetière d'Iéna-Nord.
- Ernst Abbe - physicien, statisticien, opticien, entrepreneur et réformateur social, 1840-1905
- Carl Blomeyer - juriste, 1844-1910
- Hans Boegehold - mathématicien et opticien, 1876-1965
- Walter Brednow - médecin, 1896-1976
- Karl von Brüger - avocat, 1822-1905
- Siegfried Czapski - physicien, 1861-1907
- Berthold Delbrück - linguiste, 1842-1922
- Otto Devrient - acteur et dramaturge, 1838-1894
- Eugen Diederichs - éditeur, 1867-1930
- Karl-Heinz Ducke - prêtre catholique, théologien moral et défenseur des droits civils, 1941-2011
- Gustav Fischer - libraire et éditeur, 1845-1910
- August Gärtner - médecin et microbiologiste, 1848-1934
- Georg Goetz - philologue classique, 1849-1932
- Karl Griewank - historien, 1900-1953
- Karl Heussi - historien du protestantisme, 1877-1961
- Jussuf Ibrahim - pédiatre, 1877-1953
- Hanna Jursch - théologienne et professeure d'université, 1902-1972
- Wilhelm Kämmerer - informaticien et pionnier de l'informatique, 1905-1994
- Fritz Körner - peintre et verrier, 1888-1955
- Curt Letsche - écrivain, 1912-2010
- Otto Liebmann - philosophe, 1840-1912
- Theodor Lockemann - bibliothécaire, 1885-1945
- Tilo Medek - compositeur et éditeur de musique, 1940-2006
- Ernst Naumann - organiste, compositeur et chef d'orchestre, 1832-1910
- Hermann Pistor - mathématicien et physicien, 1875-1951
- Carl Prüssing - chimiste et directeur dans l'industrie du ciment, 1859-1912
- Wilhelm Rein - pédagogue, 1847-1929
- Moritz von Rohr - opticien, 1868-1940
- Peter Schäfer - historien, 1931-2016
- Friedrich Schomerus - directeur et homme politique socialiste, 1876-1963
- Otto Schott - chimiste et technicien du verre, 1851-1935
- Bernhard Sigmund Schultze - gynécologue et obstétricien, 1827-1919
- Friedrich Slotty - indo-européaniste, 1881-1963
- Ernst Stahl - botaniste, 1848-1919
- Max Steenbeck - physicien, 1904-1981
- Grete Unrein - homme politique, 1872-1945
- Walter Augustin Villiger - astronome et ingénieur, 1872-1938
- Helene Voigt-Diederichs - écrivaine, 1875-1961
- Otto Wagner - homme politique, 1877-1962
- Ernst Wandersleb - physicien, photographe, aéronaute, alpiniste et philanthrope, 1879-1963
- Lothar Zitzmann - peintre, 1924-1977